# Kilsyth, Skottland
Kilsyth är en ort i Storbritannien.   Den ligger i kommunen North Lanarkshire och riksdelen Skottland, i den centrala delen av landet, 600 km nordväst om huvudstaden London. Kilsyth ligger 56 meter över havet och antalet invånare är 9 662.
Terrängen runt Kilsyth är kuperad åt nordväst, men åt sydost är den platt. Runt Kilsyth är det tätbefolkat, med 570 invånare per kvadratkilometer. Närmaste större samhälle är Glasgow, 17,4 km sydväst om Kilsyth. Trakten runt Kilsyth består i huvudsak av gräsmarker.